# Stavanger
Stavanger ([stɑˈʋɑŋər]ⓘ) es una ciudad portuaria y municipio del sudoeste de Noruega, perteneciente a la provincia de Rogaland, de la cual es su capital. Es la cuarta ciudad del país más poblada después de Oslo, Bergen y Trondheim y es el centro de la tercera aglomeración noruega. Es la capital noruega del petróleo. Las actividades tradicionales de Stavanger son el transporte marítimo, la construcción naval y la industria conservera, aunque esta última ha perdido importancia con el paso de los años.

## Toponimia
El nombre de la ciudad en nórdico antiguo era Stafangr. El origen del mismo ha sido discutido durante décadas, pero la interpretación más usual es que originalmente era el nombre de un entrante de mar, ahora llamado Vågen.
El primer elemento del nombre es stafr, que significa «bastón» o «rama». Esto podría referirse a la forma del entrante, pero también a la montaña Valberget (Staven es un nombre habitual para las montañas altas y empinadas en Noruega). La segunda parte de la palabra, angr, significa «entrante» o «bahía».

## Historia

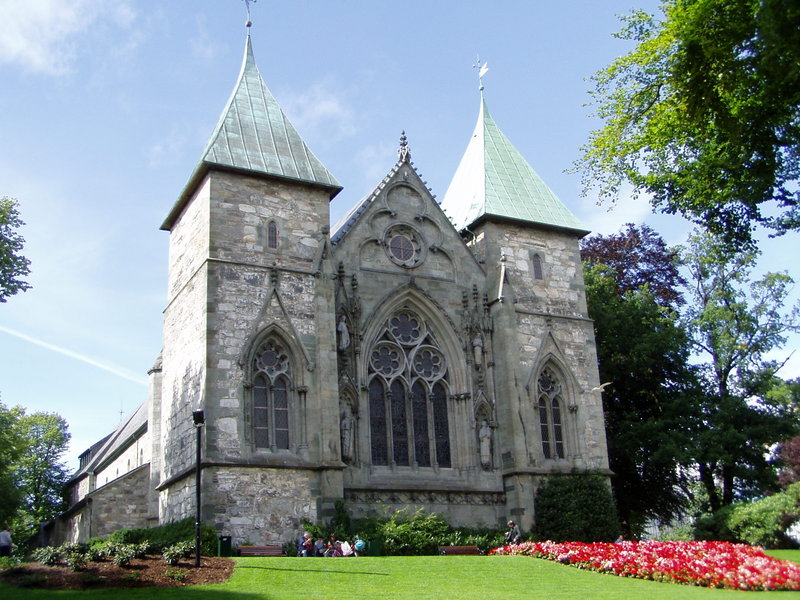
Catedral de San Swithun de Stavanger

Hacia el año 1100, la ciudad se convirtió en un centro administrativo y comercial importante, al mismo tiempo que el rey Sigurd el Cruzado otorgó a la ciudad el rango de sede episcopal y mandó iniciar las obras de construcción de la catedral. Stavanger adquirió su titularidad de ciudad en el año 1125, en el momento de finalización de la catedral. En 1536, con la reforma, el peso religioso de Stavanger decayó, y finalmente a principios del siglo XVII el obispado fue trasladado a la ciudad de Kristiansand.
La verdadera expansión de la región no se inició hasta el siglo XIX. Entre 1815 y 1870, gracias a la pesca del arenque, se estimuló la creación de una próspera industria conservera, generando un enorme crecimiento económico y poblacional. Stavanger creció, y pasó de ser una pequeña ciudad costera, a la cuarta ciudad más grande de Noruega, una posición que mantiene hoy en día. El arenque salado se exportaba a los países bálticos y los navíos mercantes regresaban a Noruega cargados de grano, lino y cáñamo.

### Stavanger en la actualidad
Stavanger es la capital de la industria petrolera Noruega. Fue a partir de mediados de la década de 1970 cuando la industria del petróleo se convirtió en el primer sector de actividad de la región. La mayor compañía petrolera de Stavanger es Equinor.
Stavanger fue elegida como capital europea de la cultura en 2008 de forma conjunta con la ciudad de Liverpool. En Stavanger se reconstruyeron grandes zonas del centro para celebrar el acontecimiento.
La ciudad es sede del Joint Warfare Centre, una oficina central de control de la OTAN, subordinada al mando central de la organización que se encuentra en Norfolk, Estados Unidos. Se trata de un centro de formación y entrenamiento a todos los niveles de la escala de mando con fuerzas internacionales no permanentes.

## Demografía
| Gráfica de evolución de Stavanger entre 1769 y 2020 |
|                                                     |
| Fuente:Statistisk sentralbyrå.                      |

Stavanger es la cuarta mayor ciudad de Noruega, con una población de 132 102 habitantes (a 1 de enero de 2015) de acuerdo con los datos de Statistics Norway, pero en su área metropolitana habitan 275 814 personas, lo que la convierte en la tercera mayor aglomeración del país. En total en la región de Stavanger residen alrededor de 300 000 personas.

## División administrativa
- Hundvåg
- Tasta
- Eiganes og Våland
- Madla
- Storhaug
- Hillevåg
- Hinna

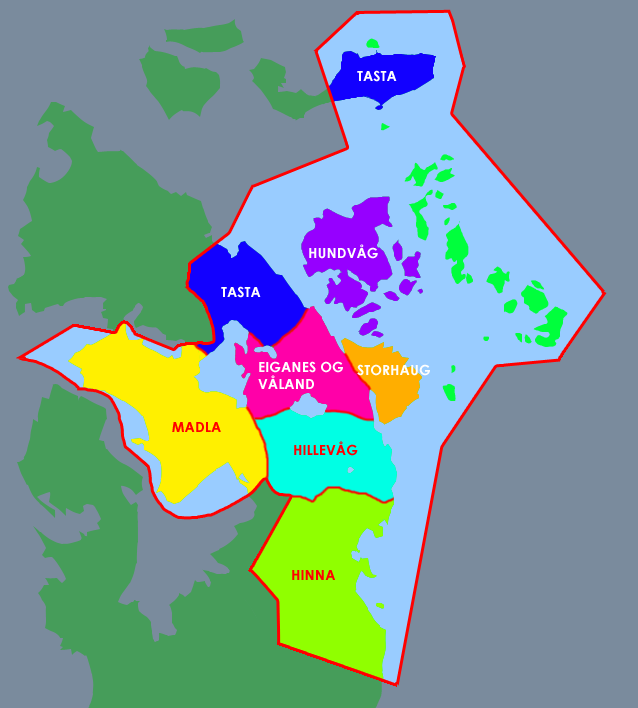
Los siete barrios de Stavanger.

Stavanger está dividida en siete burgos (bydeler en noruego) o barrios. Cada uno de ellos cuenta con un consejo de ciudadanos encargado de informar de los problemas o necesidades de su distrito al ayuntamiento, y su capacidad para tomar decisiones es muy limitada. Debido a la particular configuración de la zona, buena parte de la ciudad está asentada en islas, la mayoría de ellas conectadas mediante puentes.

## Economía

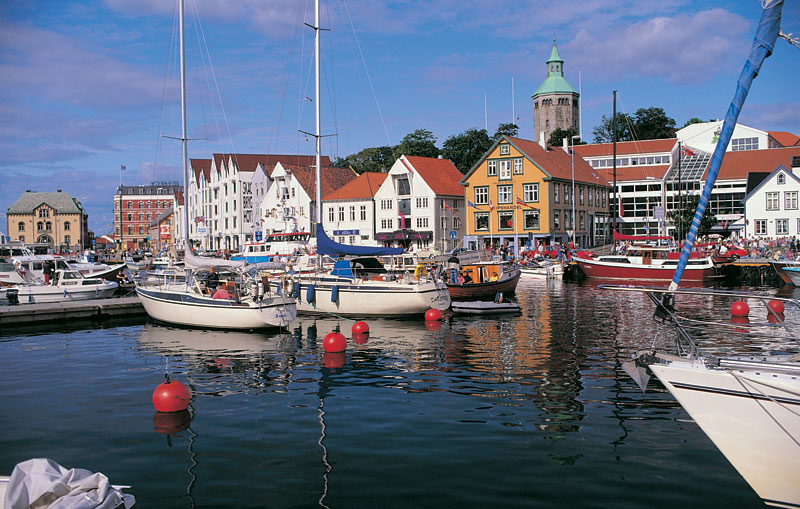
Puerto de Stavanger.

La economía está centrada principalmente en la industria del petróleo, siendo la sede de la compañía StatoilHydro. Aunque en el pasado la industria más importante de la ciudad fue la conservera, dedicada al arenque, ya no existen fábricas dedicadas a esta industria pues la última cerró en el año 2002. A pesar de ello, se destinó una de estas fábricas a museo de la historia conservera para mantener dicha tradición.
La ciudad tiene una de las tasas de desempleo más bajas de toda Europa, situada en el 1%.
Desde principios de siglo XXI Stavanger siempre ha contado con una tasa de desempleo por debajo del 5% (al igual que la región de Rogaland), pero cabe reseñar que en la década de 2010 esta tasa nunca ha superado el 2% manteniéndose por debajo de la media regional y estatal.

### Turismo
Uno de los atractivos turísticos más importantes de Stavanger no se encuentra dentro de la ciudad sino a las afueras: se trata del Preikestolen, un macizo rocoso que se asoma sobre el fiordo de Lyse y que ofrece unas magníficas vistas del fiordo y la región.

## Educación
La población de Stavanger tiene un alto porcentaje de personas con estudios universitarios; un 31,3% de los mayores de 16 años de edad con educación superior, en comparación con el promedio nacional de 24,2%.
La Universidad de Stavanger (UiS), fue inaugurada el 17 de enero de 2005 por el rey Harald V y actualmente es una de las más importantes del país. Cuenta con alrededor de 8.300 alumnos y un grupo de en torno a 1200 personas entre administración, profesores y personal de servicios.
La universidad está dividida en tres facultades:
- Facultad de Artes y Educación
- Facultad de Ciencias Sociales
- Facultad de Ciencia y Tecnología

que a su vez engloban las distintas titulaciones que se ofertan.
El campus principal de la universidad de Stavanger, Ullandhaug, se encuentra a unos 4 km del centro de la ciudad, y en este se hallan las sedes de las tres facultades y la mayoría de las titulaciones, exceptuando el Departamento de Música y danza que se ubica en el casco histórico de Stavanger, también conocido como Gamle Stavanger.

## Geografía
La ciudad se localiza en una península al suroeste de Noruega, en una zona característica por sus fiordos.
Stavanger se encuentra en una comarca conocida como el Bajo Jæren, en la confluencia de varios fiordos antes de la desembocadura de estos al océano. Por encontrarse en la parte baja de los fiordos, las elevaciones son pequeñas y no van más allá de ser colinas que no suelen superar los 50 m s. n. m. En este paisaje de colinas destacan los abundantes pantanos.

### Clima
Stavanger tiene un clima típicamente oceánico, lo que hace que las temperaturas sean suaves a lo largo de todo el año, con medias mensuales por encima de los 0º. Tiene abundantes precipitaciones, pero por debajo de la media para el oeste de Noruega.  Por su situación geográfica Stavanger se encuentra muy expuesta a las tormentas del mar del Norte durante los meses otoñales y hasta el mes de enero. Los inviernos son suaves y con frecuentes precipitaciones en forma de nieve y durante los veranos la temperatura está por encima de la media nacional. Las temperaturas en invierno rara vez son inferiores a -4 °C y en verano es raro que superen los 24 °C.
El clima de la costa del norte del distrito de Jæren, en la que se encuentra Stavanger, es más cálido de lo normal para sus condiciones geográficas a causa de la corriente del Golfo. Por tanto, y a pesar de que Stavanger está situada a la misma latitud que el extremo sur de Groenlandia, goza de un clima más benigno.
La temperatura media anual de Stavanger es de 7.4 °C y la precipitación media es de 1180 mm. Estas cifras promedio son el resultado de mediciones efectuadas anualmente durante el período comprendido entre los años 1961 a 1990.
En el día más largo del año, durante la época estival, amanece a la 4:24 de la madrugada, y el Sol permanece en el cielo hasta las 22:54, cuando cae la noche. En invierno, durante el día más corto del año el Sol se muestra solamente desde las 9:29 de la mañana hasta las 15:40. 
| Parámetros climáticos promedio de Stavanger (1961-1990) | Parámetros climáticos promedio de Stavanger (1961-1990) | Parámetros climáticos promedio de Stavanger (1961-1990) | Parámetros climáticos promedio de Stavanger (1961-1990) | Parámetros climáticos promedio de Stavanger (1961-1990) | Parámetros climáticos promedio de Stavanger (1961-1990) | Parámetros climáticos promedio de Stavanger (1961-1990) | Parámetros climáticos promedio de Stavanger (1961-1990) | Parámetros climáticos promedio de Stavanger (1961-1990) | Parámetros climáticos promedio de Stavanger (1961-1990) | Parámetros climáticos promedio de Stavanger (1961-1990) | Parámetros climáticos promedio de Stavanger (1961-1990) | Parámetros climáticos promedio de Stavanger (1961-1990) | Parámetros climáticos promedio de Stavanger (1961-1990) |
| Mes                                                     | Ene.                                                    | Feb.                                                    | Mar.                                                    | Abr.                                                    | May.                                                    | Jun.                                                    | Jul.                                                    | Ago.                                                    | Sep.                                                    | Oct.                                                    | Nov.                                                    | Dic.                                                    | Anual                                                   |
| ------------------------------------------------------- | ------------------------------------------------------- | ------------------------------------------------------- | ------------------------------------------------------- | ------------------------------------------------------- | ------------------------------------------------------- | ------------------------------------------------------- | ------------------------------------------------------- | ------------------------------------------------------- | ------------------------------------------------------- | ------------------------------------------------------- | ------------------------------------------------------- | ------------------------------------------------------- | ------------------------------------------------------- |
| Temp. máx. abs. (°C)                                    | 12.6                                                    | 11.0                                                    | 15.2                                                    | 21.2                                                    | 25.1                                                    | 29.0                                                    | 29.3                                                    | 31.2                                                    | 24.9                                                    | 20.2                                                    | 13.8                                                    | 10.5                                                    | 31.2                                                    |
| Temp. máx. media (°C)                                   | 2.6                                                     | 2.8                                                     | 5.2                                                     | 8.8                                                     | 13.5                                                    | 16.4                                                    | 17.4                                                    | 17.6                                                    | 14.4                                                    | 11.0                                                    | 6.5                                                     | 3.9                                                     | 10.0                                                    |
| Temp. media (°C)                                        | 1.0                                                     | 0.8                                                     | 2.6                                                     | 5.5                                                     | 9.8                                                     | 12.8                                                    | 14.1                                                    | 14.4                                                    | 11.8                                                    | 8.8                                                     | 4.9                                                     | 2.4                                                     | 7.4                                                     |
| Temp. mín. media (°C)                                   | -0.9                                                    | -1.4                                                    | 0.4                                                     | 2.6                                                     | 6.6                                                     | 9.5                                                     | 11.0                                                    | 11.4                                                    | 9.2                                                     | 6.5                                                     | 2.9                                                     | 0.4                                                     | 4.8                                                     |
| Temp. mín. abs. (°C)                                    | -17.8                                                   | -12.6                                                   | -9.7                                                    | -5.1                                                    | -0.5                                                    | 2.3                                                     | 5.5                                                     | 6.7                                                     | 2.7                                                     | -1.5                                                    | -7.5                                                    | -13.5                                                   | -17.8                                                   |
| Precipitación total (mm)                                | 94                                                      | 63                                                      | 81                                                      | 52                                                      | 73                                                      | 82                                                      | 98                                                      | 119                                                     | 166                                                     | 163                                                     | 160                                                     | 122                                                     | 1273                                                    |
| Días de precipitaciones (≥ 1 mm)                        | 14                                                      | 10                                                      | 13                                                      | 10                                                      | 11                                                      | 11                                                      | 11                                                      | 14                                                      | 17                                                      | 18                                                      | 19                                                      | 16                                                      | 164                                                     |
| Humedad relativa (%)                                    | 76                                                      | 74                                                      | 71                                                      | 69                                                      | 69                                                      | 74                                                      | 76                                                      | 75                                                      | 78                                                      | 80                                                      | 78                                                      | 79                                                      | 74.9                                                    |
| Fuente: Norwegian Meteorological Institute - eKlima     |                                                         |                                                         |                                                         |                                                         |                                                         |                                                         |                                                         |                                                         |                                                         |                                                         |                                                         |                                                         |                                                         |

## Transporte

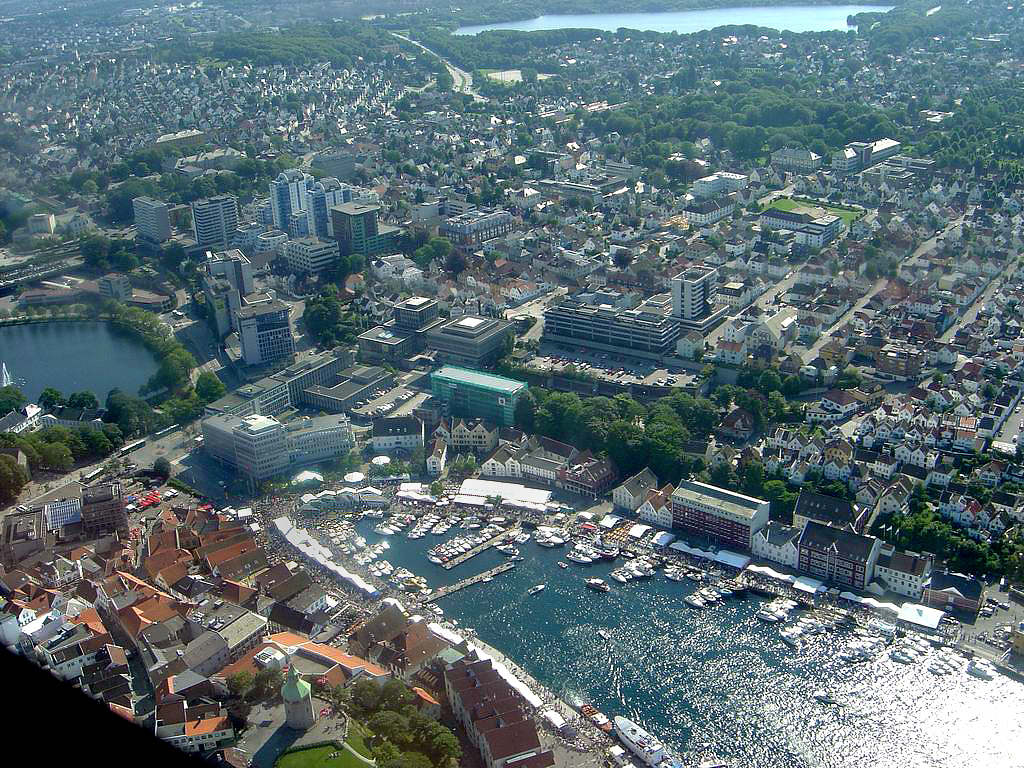
Vista aérea del centro de la ciudad de Stavanger.

Stavanger cuenta con el Aeropuerto de Stavanger-Sola, a unos 14 km del centro de la ciudad, con vuelos tanto nacionales como internacionales. Por tratarse Stavanger de una ciudad portuaria cuenta con un puerto comercial con ferris regulares que la comunican con Newcastle en Inglaterra, Hirtshals en Dinamarca o más próximo el puerto de la localidad de Tau.
La línea ferroviaria principal comunica la ciudad de Stavanger con la capital de Noruega, Oslo.

### Carreteras

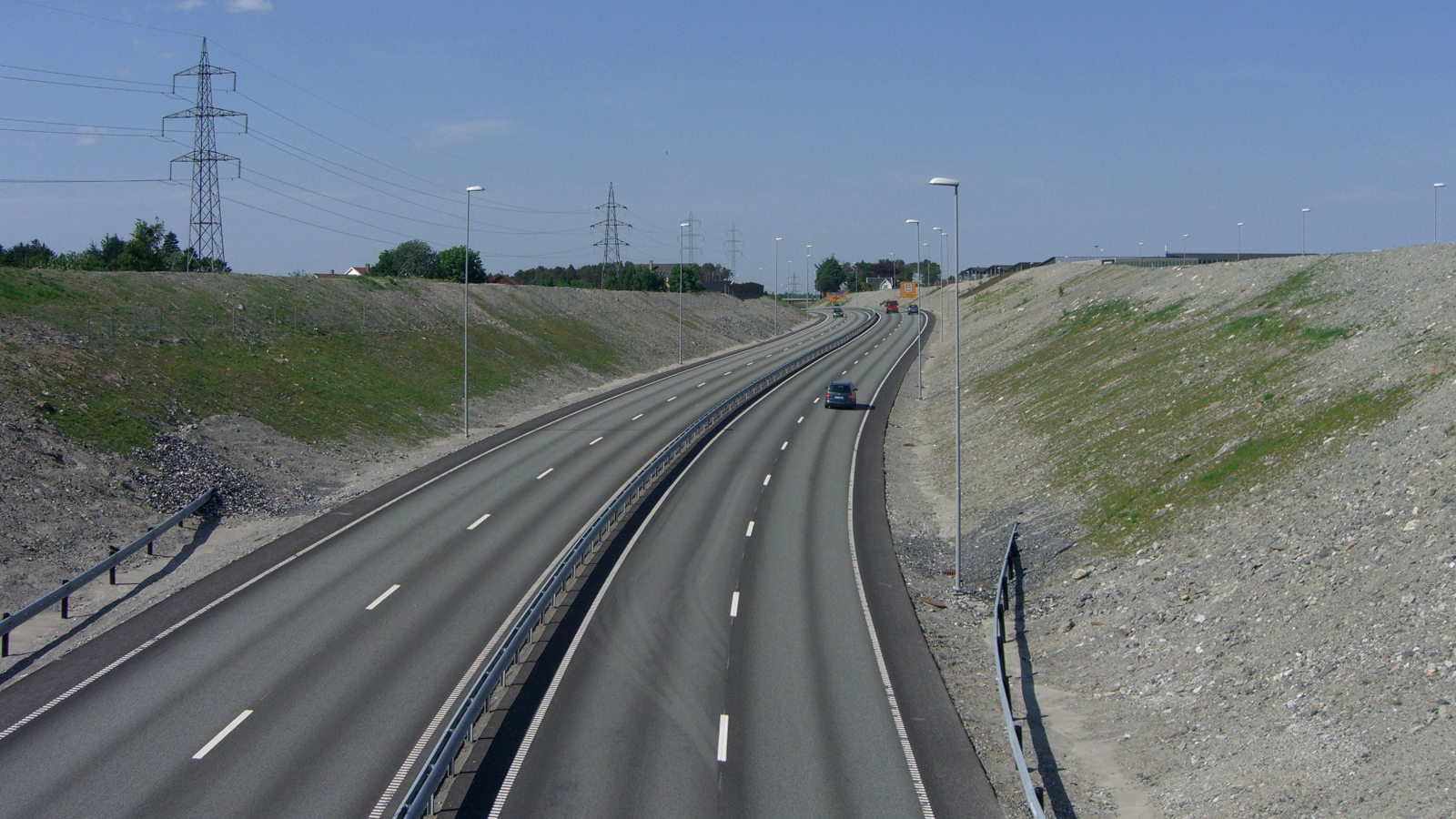
Carretera nacional 44

Stavanger es el centro de conexiones de varias de las ciudades más importantes del país, sobre la costa suroeste. La Ruta europea E39 pasa por Stavanger desde Haugesund y el túnel Mastrafjord Tunnel y el túnel Byfjord, luego se dirige al sur en dirección a Sandnes. La carretera del distrito 44 (Fylkesvei 44) empieza en Stavanger y termina en Kristiansand, a través de Sandnes y Flekkefjord.
La Carretera Nacional 509 corre entre Stavanger, a través de Tananger, una conexión al aeropuerto de Stavanger, la ruta E39 Europea, y entre la Ruta Nacional 44 y E39 a Soma en Sandnes. La longitud de la carretera es 19,5 km (más una nueva parte).
El 18 de diciembre de 2012, se abrió la nueva carretera de tráfico vehicular Solasplitten, siendo una nueva vía hacia el este, al norte de Forus y la ruta europea E39.
En la actualidad, existen dos proyectos viales muy ambiciosos y modernos que parten de Stavanger: los túneles submarinos Ryfast y Rogfast.

## Cultura

### Capital europea de la cultura 2008
El lema de la ciudad de Stavanger como capital cultural europea fue Open Port (en español: «puerto abierto»), haciendo referencia por un lado a que se trata de una ciudad de marcado carácter portuario y por otro que busca abrirse y permitir todo tipo de manifestación de nuevas ideas y opiniones culturales además, que esperaba como un puerto abierto a todos los visitantes y todas las culturas que fueran a la ciudad durante ese año.

### Museos y jardines

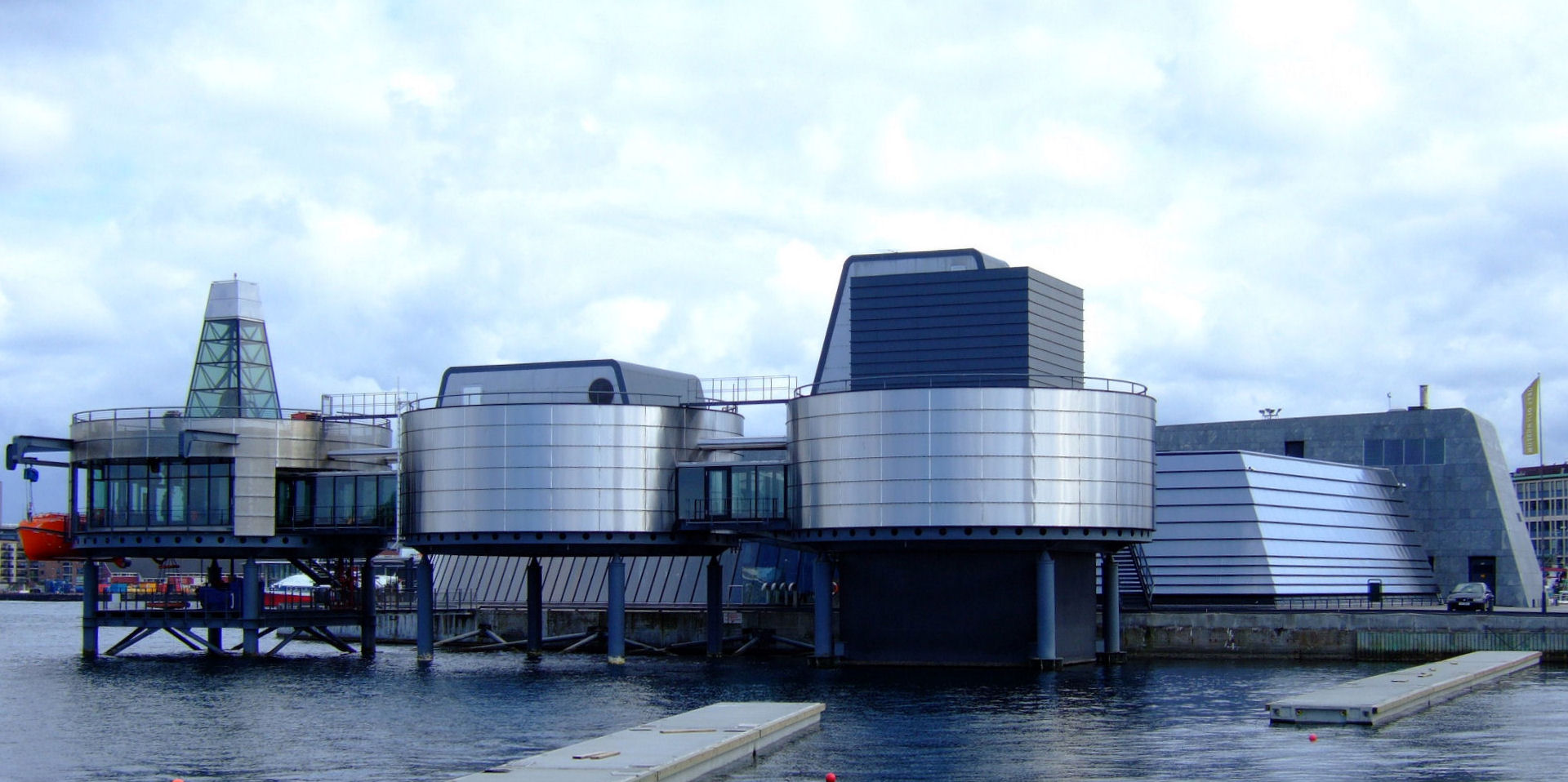
Museo noruego del petróleo.

- Museo Arqueológico. Uno de los cinco existentes en Noruega.
- Museo Marítimo.
- Museo de Conservas. Único en el mundo, dedicado a la industria conservera tradicional en la región.
- Museo Tele Noruego. Museo dedicado a la historia de la comunicación.
- Museo de arte de Rogaland.
- Museo Noruego del Petróleo. Museo moderno e interactivo en el que se puede ver y conocer todo lo referente a este producto.[3]
- Jardín Botánico de Stavanger, establecido en 1977 y de unas 2.7 Ha.

### Deporte
El deporte más practicado en Stavanger es el fútbol. El equipo más importante de la localidad es el Viking fotballklubb, que milita en la primera división de la Liga Noruega de fútbol.

## Símbolos
El escudo de la ciudad está basado en un sello datado en el año 1591, con el que se marcaban los documentos de la ciudad en aquella época. En él aparece representada una rama de vid con tres hojas y dos zarcillos en las de la parte exterior. Sin embargo no está clara la relación entre la ciudad y la vid, ya que no es un cultivo propio de la región.

## Ciudades hermanadas
Stavanger tiene acuerdos de hermanamiento con once municipios repartidos por cuatro continentes. Estos acuerdos están centrados principalmente en arte y cultura, buscando fomentar las relaciones con los distintos grupos y asociaciones culturales de estos municipios:
- Aberdeen - Reino Unido[17]
- Antsirabe - Madagascar[18]
- Esbjerg - Dinamarca
- Eskilstuna - Suecia
- Macaé - Brasil[19]
- Estelí - Nicaragua
- Fjarðabyggð - Islandia
- Galveston - Estados Unidos[20]
- Houston - Estados Unidos[21]
- Jyväskylä - Finlandia
- Nablus - Palestina
- Netanya - Israel

## Sucesión
| Predecesor: Sibiu Luxemburgo | Capital Europea de la Cultura junto con Liverpool 2008 | Sucesor: Vilna Linz |